# Mas de la Condesa
El Mas de la Condesa és una masia de Reus (Baix Camp) situada a la partida de la Grassa. És una masia important i d'anomenada. Se situa a l'est de la riera de la Quadra, al sud del camí de les Puntes i al nord del camí del Mas de la Sena. Al nord hi té també el Mas de Llobet. A tocar hi passa el camí del Mas de la Condesa, que hi porta. Diuen que les seves terres arriben a tocar el terme de Constantí. La Condesa era la comtessa de Rius, filla única de Marià Rius i Montaner, comte de Rius, casada amb Ferran de Querol i de Bofarull.

## Descripció
El mas és una construcció gran de planta rectangular i volum senzill, amb tres plantes d'alçada i coberta de teulada a dues aigües. Al voltant d'aquest cos principal hi trobem altres construccions de planta baixa annexades, però les que flanquegen la façana principal del mas, són les que més destaquen el volum de l'edifici. A l'esquerra del mas i ha una ermita amb espadanya i campana. La façana principal del mas, és ordenada en la seva composició, tant a nivell vertical, com en els ordres horitzontals: planta baixa amb finestres i porta, planta primera amb balcons de barana, i planta segona amb finestretes. Tot plegat, és un conjunt de creixement compacte que abraça el mas principal. Mostren tots els edificis una composició arquitectònica planimètrica, basada en la simètrica central que ordena els buits, repetitius i ben proporcionats de l'accés, les finestres i els balcons.
L'estat actual del mas, l'ermita i la bassa, és bo. S'hi han fet altres construccions annexes. Es conserva el caminal que hi porta i una placeta amb palmeres.